# روی مارتین
روی مارتین یکی از دوندگان آمریکایی است. او در بازی‌های المپیک ۱۹۸۴ و ۱۹۸۸ شرکت کرد. او رکورد ملی دبیرستانی را برای ۲۰۰ متر با زمان ۲۰٫۱۳ ثانیه به ثبت رساند. بعد از بازنشسته شدن از دوندگی، مربی دو و میدانی در مدرسهٔ راهنمایی فلورانس در تگزاس شد. او به دلیل جرایم مرتبط با مواد مخدر، پس از اقدام دانش‌آموزان مدرسه برای جلوگیری از مصرف این داروها، دستگیر شد.